# 边燕花
边燕花（1957年8月—），中华人民共和国外交官，曾任中华人民共和国驻毛里求斯共和国特命全权大使、中华人民共和国驻突尼斯共和国特命全权大使。